# Amathia vidovici
Amathia vidovici is een mosdiertjessoort uit de familie van de Vesiculariidae. De wetenschappelijke naam van de soort is voor het eerst geldig gepubliceerd in 1867 door Heller.

## Verspreiding
Amathia vidovici heeft een wereldwijde verspreiding en wordt aangetroffen in ondiepe wateren in zowel de oostelijke als westelijke Atlantische Oceaan, de Middellandse Zee, de Caraïbische Zee, de Stille en de Indische Oceaan en de aangrenzende zeeën.